# Mammut pacificus
Mammut pacificus ist eine Art der Rüsseltiere aus der ausgestorbenen Gattung Mammut innerhalb der Verwandtschaftsgruppe der Mammutiden (Mammutidae; im Deutschen teilweise auch „Echte Mastodonten“ genannt). Sie war im Mittleren und Oberen Pleistozän vor etwa 190.000 bis 16.000 Jahren im heutigen westlichen Nordamerika verbreitet. Der Großteil der bekannten Fossilfunde liegt aus Kalifornien vor, einige wenige stammen auch aus Idaho. Die Tiere ähnelten äußerlich den Vertretern des nahe verwandten Amerikanischen Mastodon. Unterschiede lassen sich im Skelett- und Zahnbau erkennen. Im Vergleich zum Amerikanischen Mastodon besaß Mammut pacificus deutlich schmalere Backenzähne. Außerdem waren im Unterkiefer keine Stoßzähne ausgebildet. Ursprünglich wurden die Funde des westlichen Nordamerikas zum Amerikanischen Mastodon gezählt. Die auffallenden Abweichungen führten im Jahr 2019 zur Aufstellung einer eigenständigen Art für die westlichen Populationen.

## Merkmale

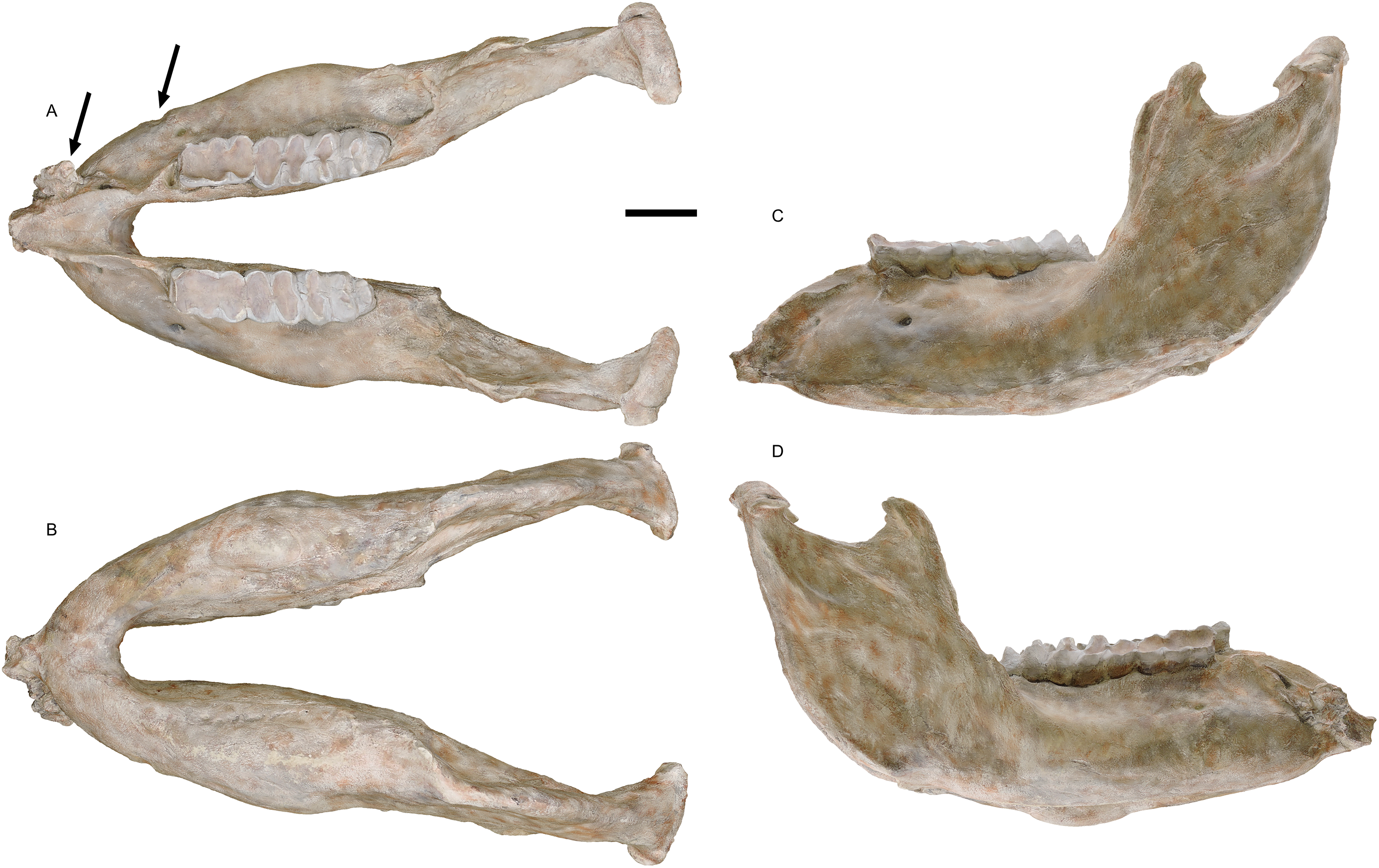
Unterkiefer von Mammut pacificus (Holotyp)

Im äußeren Erscheinungsbild und generellen Skelettbau glich Mammut pacificus weitgehend dem Amerikanischen Mastodon (Mammut americanum). Letzteres war kräftig gebaut mit langgestrecktem, tiefen Körper, dessen höchster Punkt am Schultergürtel erreicht wurde und dessen Rückenlinie nur mäßig nach hinten abfiel, Die Gliedmaßen waren kurz und breit und das Becken relativ ausladend. Der Schädel des Holotyp-Exemplars von Mammut pacificus, ein ausgewachsenes männliches Individuum, war 100 cm lang und erreichte am Bereich der Augen eine Breite von 65 cm. Im Vergleich zu etwa gleichalten Tieren des Amerikanischen Mastodons zeichnete er sich dadurch als deutlich kürzer aus. Der Unterkiefer maß 81,5 cm in der Länge, die Gelenkenden standen 54,2 cm auseinander. Generell war der Unterkiefer langgestreckt, die Symphyse am vorderen Ende wies mit der Oberseite deutlich nach unten, was als typisches Kennzeichen der Gattung Mammut gilt. Am hinteren Mahlzahn erreichte der horizontale Knochenkörper eine Tiefe von 16,5 cm. Alveolen für die unteren Stoßzähne waren nicht ausgebildet. Dies ist ein markanter Unterschied zum Amerikanischen Mastodon, bei dem Unterkieferstoßzähne bei männlichen Tieren teilweise noch vorkamen.

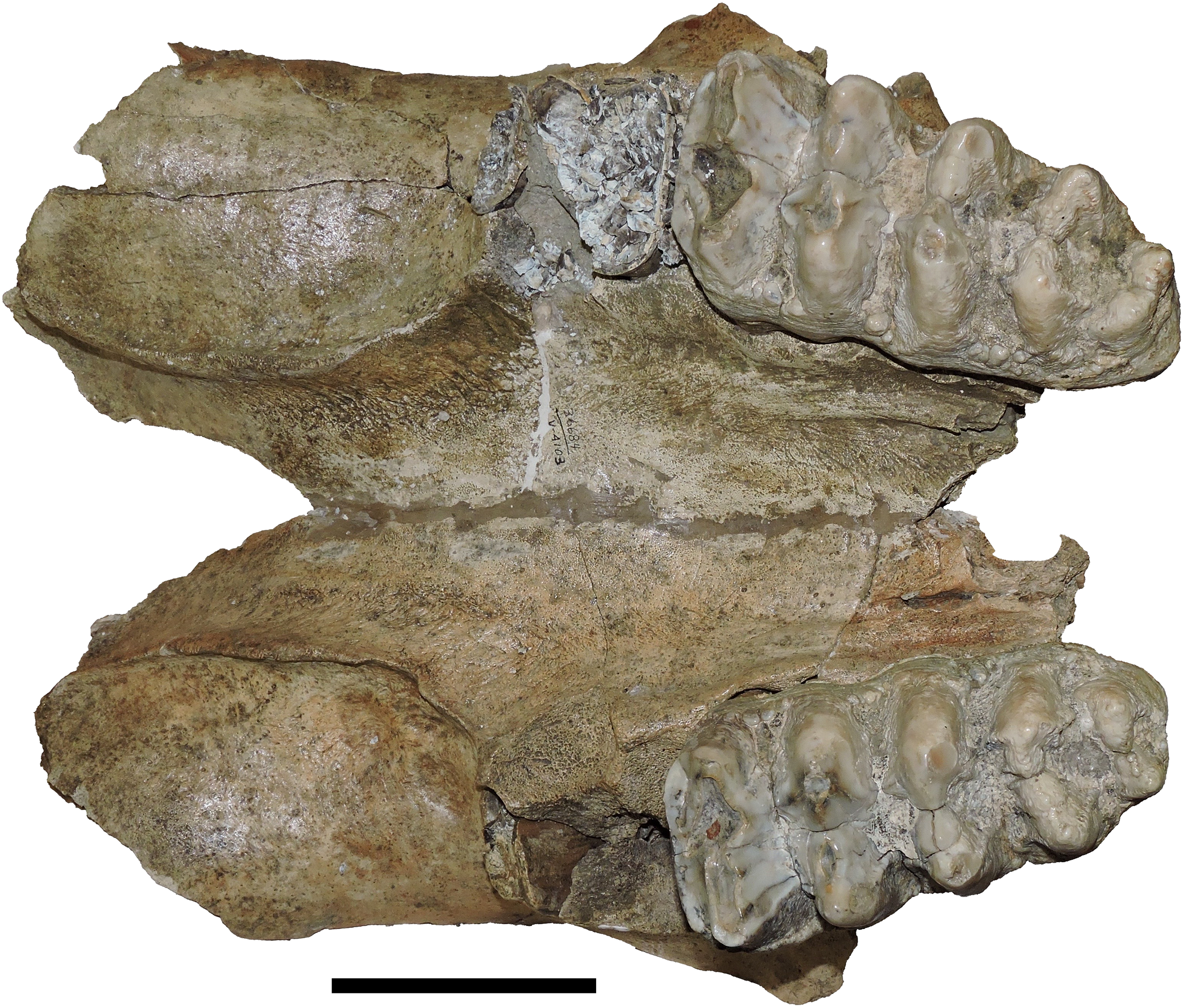
Schädel von Mammut pacificus mit Blick auf den hintersten Mahlzahn

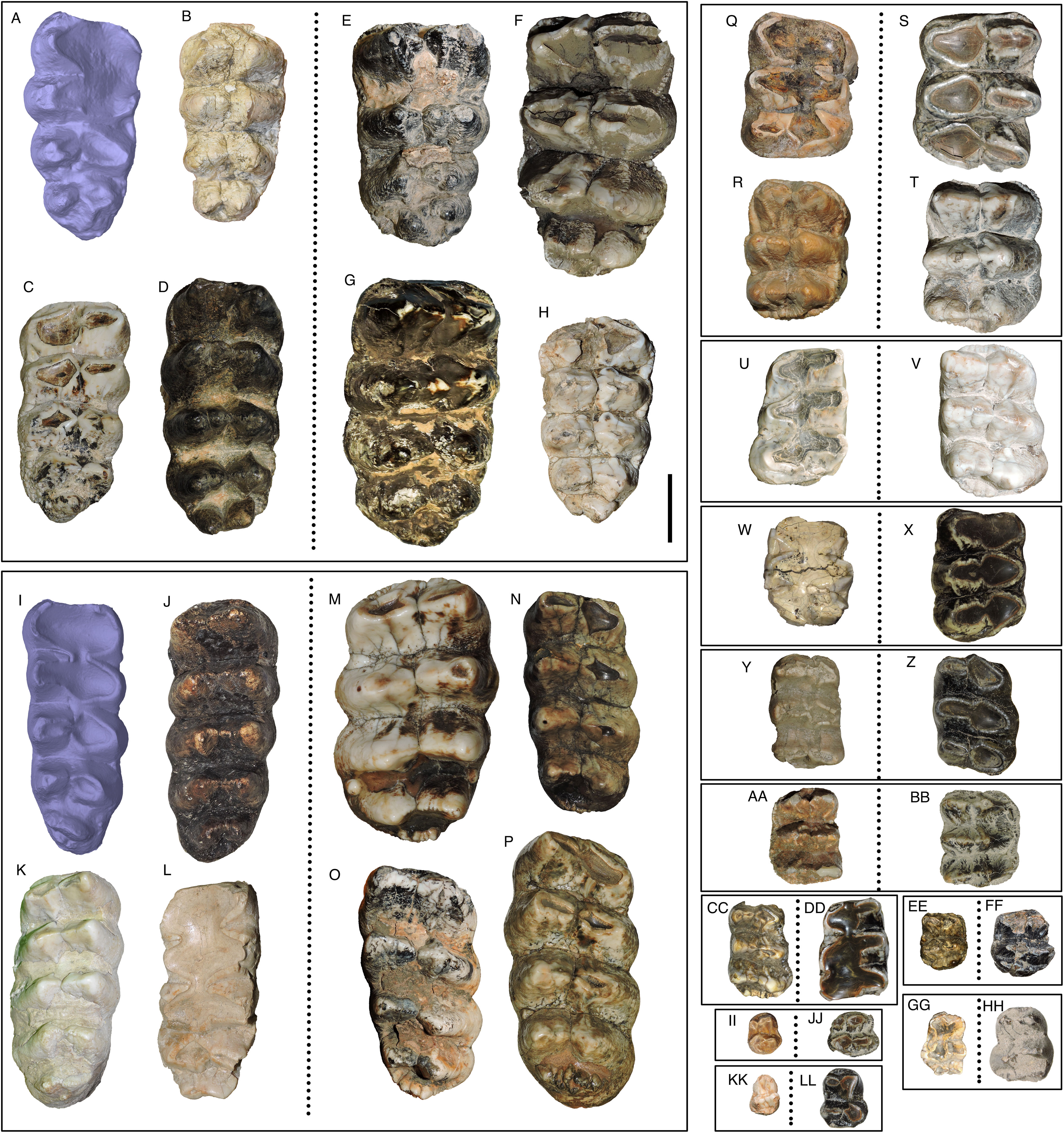
Backenzähne von Mammut pacificus (A–D; I–L; Q und R; U; W; Y; AA; CC; EE; GG; II; KK) und Mammut americanum (E–H; M–P; S und T; V; X; Z; BB; DD; FF; HH; JJ; LL)

Das Gebiss bestand aus den oberen Stoßzähnen und der hinteren Bezahnung, die sich wiederum aus drei Prämolaren und drei Molaren je Kieferhälfte zusammensetzte. Die oberen Stoßzähne entsprachen wie bei fast allen Rüsseltieren den inneren Schneidezähnen (I1) und waren entsprechend hypertrophiert. Sie standen am Alveolenansatz in einem Winkel von 5 ° zur oberen Zahnreihe und zeigten 20 ° nach außen in Bezug auf die Schädelmittellinie. Ihr Verlauf war deutlich nach außen und nach oben gekrümmt, so dass die Spitze aufwärts zeigte. Am Holotyp-Individuum maß der rechte Stoßzahn über die Krümmung gemessen 200 cm bei einem maximalen Durchmesser am Alveolenaustritsspunkt von 17,6 cm. Die Backenzähne wechselten typisch für stammesgeschichtlich entwickeltere Rüsseltiere horizontal, so dass in der Regel nur ein Zahn je Kieferhälfte zum Kauen zur Verfügung stand. Demnach konnten die Zähne im Verlauf der Individualentwicklung fünfmal ausgetauscht werden. Das Zahnmuster war entsprechend dem Amerikanischen Mastodonten zygodont mit querstehenden scharfen Leisten, die in der Mittellinie durch eine Längsfurche geteilt wurden. Die ersten beiden Prämolaren (dP 2 und 3 sowie dp2 und 3) besaßen jeweils zwei Leisten (bilophodont), der letzte Prämolar (dP4 sowie dp4) sowie die ersten beiden Molaren (M1 und 2 sowie m1 und 2) verfügten über drei (trilophodont). Der letzte Molar wies im Oberkiefer (M3) vier bis fünf, im Unterkiefer (m3) immer fünf Leisten auf (tetra- beziehungsweise pentalophodont). Ein Cingulum, also ein niedriger Zahnschmelzwulst am Zahnrand, war generell schwach ausgebildet. Ein markanter Unterschied zu den Zähnen des Amerikanischen Mastodons betrifft die generellen Zahnproportionen. So besaß der letzte Unterkiefermolar ein Längen-Breiten-Verhältnis von durchschnittlich 2,24, der entsprechende Oberkiefermolar von 1,98. Bei letzteren zeigte sich nur eine geringe Beeinflussung durch die Anzahl der Leisten bei den tetra- (1,91) und den pentalophodonten (2,02) Zähnen. Dem gegenüber verfügte das Amerikanische Mastodon über breitere Zähne, da das Verhältnis von Länge zur Breite beim dritten Molaren im Unterkiefer einen Durchschnittswert von 1.91, im Oberkiefer von 1.77 erreichte. Die Länge der Zähne war bei beiden Arten relativ gleich, vor allem im Unterkiefer, wo der letzte Molar jeweils rund 18,3 cm lang wurde. Die Breite wich jedoch mit 8,2 (Mammut pacificus) beziehungsweise 9,7 cm (Mammut americanum) auffallend voneinander ab. Im Oberkiefer sind die Werte allerdings unterschiedlicher (Mammut pacificus Länge 16,7 cm, Breite 8,5 cm; Mammut americanum Länge 17,5 cm, Breite 9,9 cm), was auf einige sehr große Zähne beim Amerikanischen Mastodon zurückgeführt werden kann. Für die beiden vorderen Molaren war der Unterschied im Längen-Breiten-Verhältnis zwischen den beiden Arten weniger auffällig.
Im postcranialen Skelett treten weitere Abweichungen zwischen Mammut pacificus und dem Amerikanischen Mastodon auf. Markanterweise setzte sich das Kreuzbein aus sechs verwachsenen Wirbelkörpern zusammen, während beim Amerikanischen Mastodon in der Regel nur fünf auftraten, jedoch war die Variationsbreite hier relativ hoch. Der Oberschenkelknochen wirkte kürzer und breiter als beim Amerikanischen Mastodon. Zwei vollständige Femora von Mammut pacificus wiesen Längen von 82 beziehungsweise 96 cm bei einer Breite der unteren Epiphyse von 22 beziehungsweise 26 cm. Vergleichbare Werte lagen beim Amerikanischen Mastodon bei 90 beziehungsweise 95 cm bei Gelenkbreiten von 22 beziehungsweise 24 cm. Die durchschnittliche Länge des Oberschenkelknochens bei Mammut pacificus betrug 92 cm im Vergleich zu 104 cm beim Amerikanischen Mastodon.

## Fossilfunde

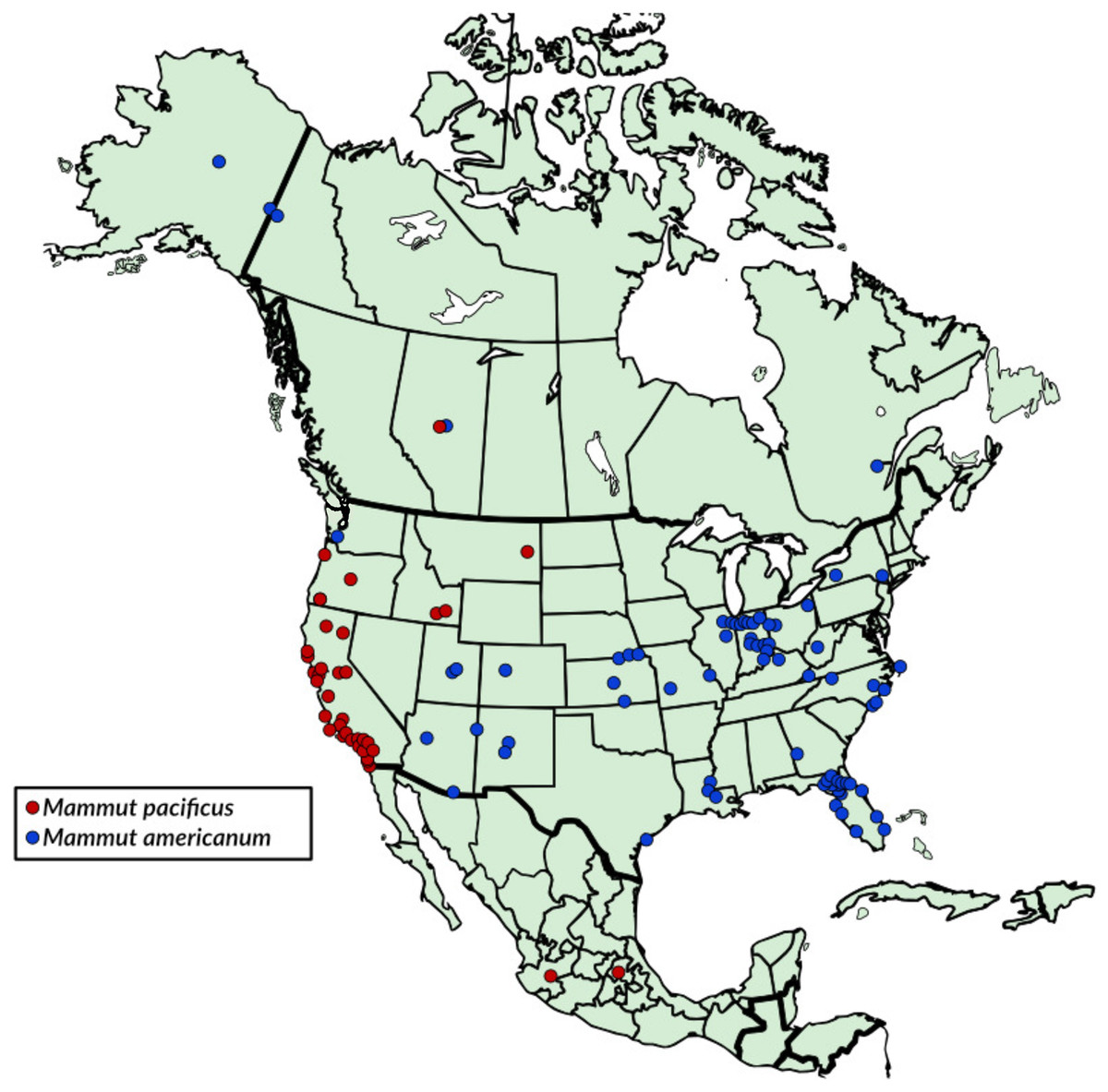
Verbreitungskarte der Fundstellen von Mammut pacificus (rote Kreise) und Mammut americanum (blaue Kreise)

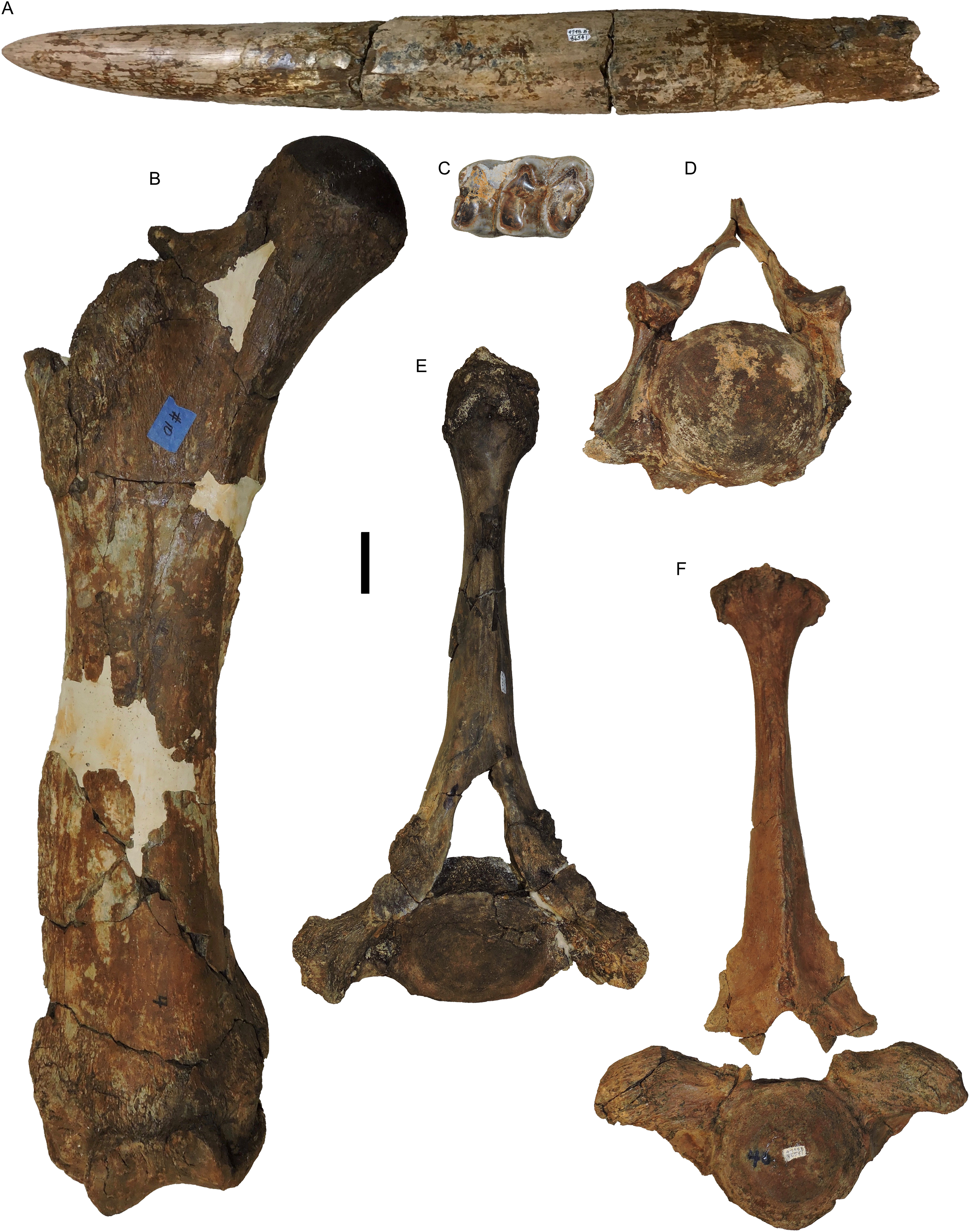
Teilskelett von Mammut pacificus mit Stoßzahn, Backenzahn, Oberschenkelknochen und verschiedenen Wirbeln

Das Vorkommen von Mammut pacificus war auf Nordamerikas beschränkt, dort erreichte die Art vor allem in den westlichen Bereichen eine weite Verbreitung. Der überwiegende Teil der Funde wurde im US-Bundesstaat Kalifornien geborgen. Einige weitere sind aber auch aus dem südöstlichen Idaho überliefert, während in Oberkieferfragment aus der Doeden-Kiesgrube im Custer County in Montana den bisher östlichsten Beleg darstellt. Die gegenwärtig bekannte nördliche Verbreitungsgrenze wurde im zentralen Alberta in Kanada erreicht. Wie ihr naher Verwandter, das Amerikanische Mastodon (Mammut americanum), war die Mammutiden-Art mit einer überwiegenden Ernährung basierend auf Blättern an baumreiche Landschaften gebunden. Demnach dürften karge Regionen wie die Mojave-Wüste oder die Sonora-Wüste im Südosten sowie die Hochlagen der Sierra Nevada im Osten als Ausbreitungsbarrieren fungiert haben. In einigen Regionen wurde daher Mammut wohl durch andere Rüsseltierformen wie die Gomphotherien mit Cuvieronius oder Elefanten wie Mammuthus abgelöst. Fossilreste von Mammutiden sind unter anderem in Arizona, New Mexico, Nevada oder Wyoming generell selten. Ähnliches kann wohl für die vegetationsarmen Gebiete im südlich angrenzenden Mexiko gesagt werden, allerdings sind einzelne Zahnfunde aus Hidalgo und Jalisco im zentralen Teil des Landes dokumentiert. Die Verbreitungsgrenzen weiter nördlich von Kalifornien sind unklar, da aus den Bundesstaaten wie Oregon und Washington ebenfalls nur spärliches Fossilmaterial der Gattung Mammut vorliegt, das zudem taxonomisch wenig aussagekräftig ist.
Hervorragende Fossilreste von Mammut pacificus finden sich unter anderem in der Diamond Valley Lake Local Fauna im Diamond Valley und im Domenigoni Valley im Riverside County im Südwesten von Kalifornien. Geborgen während der Konstruktion des Diamond Valley Lake beginnend Mitte der 1990er Jahre liegen bis heute mehr als 100.000 Fundobjekte vor, die sich auf über 100 Taxa verteilen und von über 2600 verschiedenen Fundstellen stammen. Die Sammlung gehört zu den umfangreichsten Offenlandfundkomplexen des südwestlichen Nordamerikas. Neben der außerordentlich guten Fossilerhaltung sind vor allem das häufige Auftreten großer Pflanzenfresser und der geringe Anteil an größeren Beutegreifern bemerkenswert, was der Faunengemeinschaft einen ungestörten Charakter verleiht. Unter den Säugetieren kommt Mammut pacificus mit knapp 700 Fossilresten von gut 100 Individuen vor, was etwa ein Fünftel aller identifizierbaren Säugetierreste ausmacht. Damit ist Mammut pacificus der dritthäufigste Vertreter der Säugetiere nach den Bisons und den Pferden. Neben einzelnen Schädel- und Gebissreste konnten auch zusammengehörige Teilskelette dokumentiert werden. Die paläontologischen Befunde sprechen für eine Mosaiklandschaft aus Wäldern und offenen Gebieten in unmittelbarer Nähe offener Gewässer. Radiocarbondaten stufen die Diamond Valley Lake Local Fauna in das Oberpleistozän (lokalstratigraphisch Rancholabreum) ein, die absoluten Altersangaben reichen von mehr als 40.000 Jahren bis zu etwa 15.900 Jahren vor heute. Des Weiteren werden alle Mammutidenreste aus den Asphaltgruben von Rancho La Brea im Stadtgebiet von Los Angeles zu Mammut pacificus gestellt. Die Untersuchungen begannen hier bereits in der zweiten Hälfte des 19. Jahrhunderts. Heute bildet die Sammlung von Rancho La Brea mit mehr als 3 Millionen Einzelfunden von über 650 Taxa einen der größten Fundkomplexe aus dem Oberpleistozän weltweit und ist somit von außerordentlicher Bedeutung. Im Gegensatz zur gleichalten Diamond Valley Lake Local Fauna dominieren hier aber große Raubtiere gegenüber den Pflanzenfressern, was auf die besonderen Fundumstände in den asphalthaltigen Ablagerungen zurückgeführt werden kann, welche damals als natürliche Fallen wirkten. Dadurch ist der Anteil an Resten von Mammut pacificus eher gering und besteht aus weniger als zwei Dutzend Individuen.
Neben diesen beiden herausragenden Fundstellen liegen noch einzelne Fossilreste unter anderem aus McKittrick im Kern County, vom Lakes at Thousand Oaks im Ventura County oder von der Bengard Ranch im San Benito County vor, von wo jeweils verschiedene Unterkieferteile berichtet wurden. Andere Lokalitäten wie im Lassen County oder im Contra Costa County bargen wiederum Reste des Oberkiefers. Einige Teilskelette dagegen sind aus dem Gebiet um San Diego dokumentiert, so von der Robertson Ranch oder der Wanis View Estate. Aus dem Bundesstaat Idaho wurden bisher lediglich isolierte Zähne aus dem Bingham County berichtet. Die ältesten bekannten Funde hingegen sind bisher aus Murieta im Riverside County belegt und bestehen aus einzelnen Kieferfragmenten. Sie gehören dem ausgehenden Mittleren Pleistozän an (lokalstratigraphisch Irvingtonium), das absolute Alter beträgt möglicherweise 190.000 bis 135.000 Jahre.

## Paläobiologie

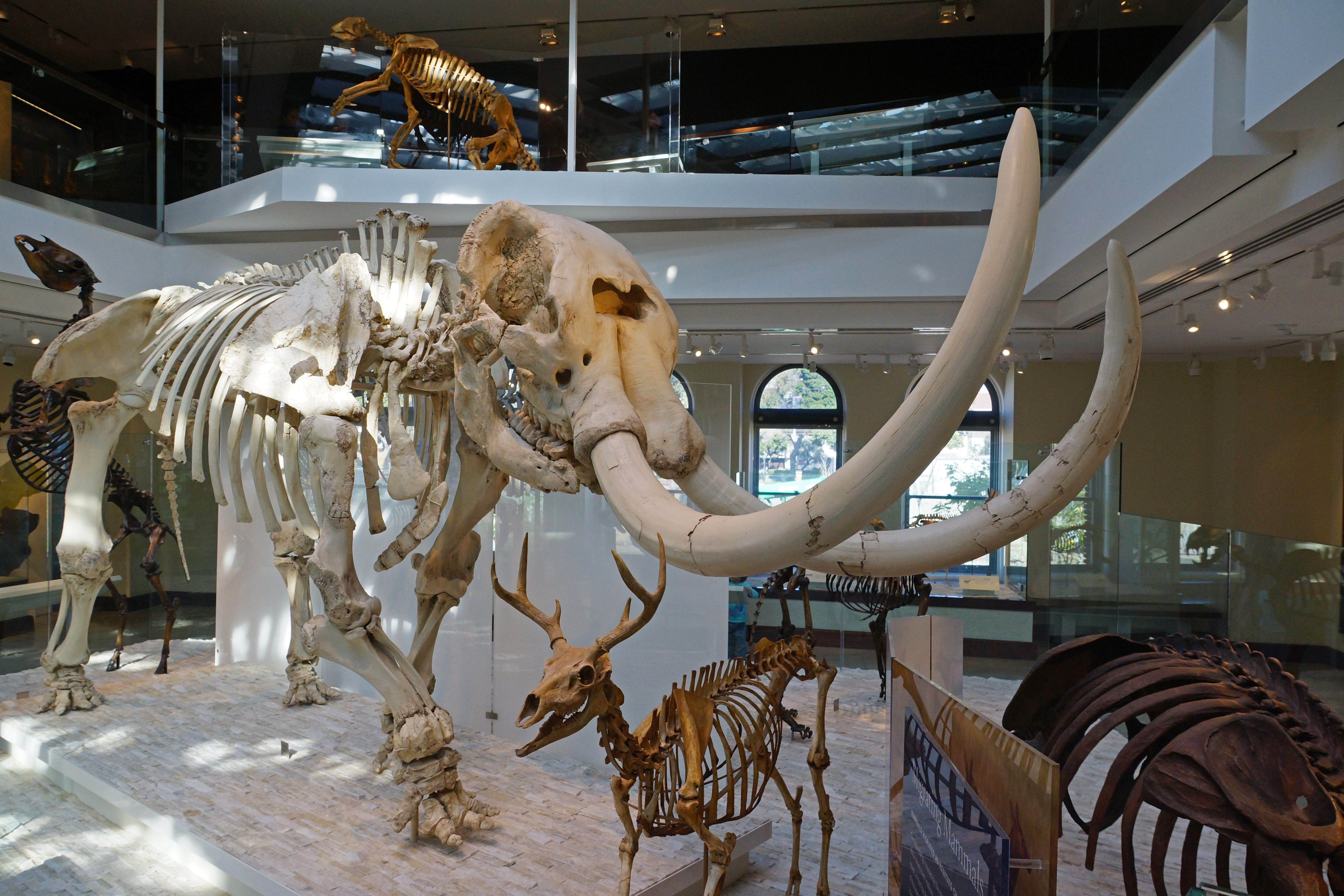
Skelettrekonstruktion von Mammut pacificus nach Funden aus dem Simi Valley, Kalifornien

Bezüglich der Körpergröße gibt es innerhalb von Mammut pacificus deutliche Unterschiede. Die Funde aus Rancho La Brea sind durchschnittlich kleiner als die meisten Vertreter des Amerikanischen Mastodons des östlichen Nordamerikas. So werden die Tiere aus den Asphaltgruben mit einer Körpergröße von 1,82 bis 2,44 m rekonstruiert, während das Amerikanische Mastodon eine Schulterhöhe von 2,5 bis 3,0 m aufwies. Es wurde daher häufig angenommen, dass die Angehörigen der Gattung Mammut im westlichen Nordamerika kleiner waren als im östlichen. Dagegen sind aber ausgewachsene Individuen aus der Diamond Valley Lake Local Fauna auffallend größer als solche aus Rancho la Brea und standen den weiter östlich lebenden Angehörigen des Amerikanischen Mastodons in Nichts nach. Ein extrem großes Individuum, umgangssprachlich „Max“ genannt, brachte es auf rund 3,05 m Schulterhöhe. Es handelt sich dabei um den bisher größten bekannten Vertreter der Gattung Mammut im westlichen Nordamerika. Ein weiteres Tier, dessen Skelett zu rund 60 % vollständig ist, maß rund 3 m in der Schulterregion.
Wie beim Amerikanischen Mastodon lässt sich bei Mammut pacificus ein gewisser Geschlechtsdimorphismus bezüglich der Stoßzähne ausmachen. Männliche Tiere haben häufig große, nach oben gebogene Stoßzähne, bei weiblichen Tieren sind diese kleiner und entweder gerade oder ebenfalls nach oben gebogen, in der Regel aber immer nach vorn gerichtet. Am Austrittspunkt der Stoßzähne aus den Alveolen messen diese bei weiblichen Individuen des Amerikanischen Mastodons meist weniger als 36 cm im Umfang, bei männlichen häufig über 39 cm. Ähnliches wird für Mammut pacificus angenommen, hier weisen weibliche Tiere einen maximalen Durchmesser der Stoßzähne von 7,1 bis 7,8 cm auf, bei männlichen sind sie mehr als doppelt so dick. Es kann aber prinzipiell nicht ausgeschlossen werden, dass Individuen mit kleineren Stoßzähnen auch Jungtiere repräsentieren. Resultierend aus den größeren Stoßzähnen männlicher Tiere setzen die Alveolen bei diesen höher an, so dass zwischen der Unterkante des Stoßzahnfachs und der Oberkieferzahnreihe ein gewisser Höhenabstand besteht. Bei weiblichen Tieren liegen die Stoßzahnalveolen vielfach auf gleicher Ebene wie die obere Molarenreihe.
In der Regel wird für das Amerikanische Mastodon eine Ernährung von gemischter Pflanzenkost mit stärkerer Tendenz zu blatthaltiger Nahrung angenommen, wofür sowohl fossile Mageninhalte und Dungreste als auch Isotopenanalysen und Abrasionsspuren an den Zähnen sprechen. Mammut pacificus verfolgte wahrscheinlich eine ähnliche Strategie. Untersuchungen von Fossilien aus den Asphaltgruben von Rancho La Brea ergaben eine nur wenig über die Zeit variierende Ernährungsweise, wobei wohl stickstoffbindende Taxa bevorzugt wurden. Ähnlichkeiten bestehen dabei in den Isotopenwerten zu den heutigen Rentieren, die vor allem in kargen Jahreszeiten große Mengen an Flechten fressen. Die Autoren der Studie schlussfolgern daraus, dass Mammut pacificus möglicherweise ortsfremd in Rancho La Brea war, was auch das geringe Fossilaufkommen dort erklären könnte.

## Systematik
Mammut pacificus ist eine Art aus der ausgestorbenen Gattung Mammut innerhalb der Ordnung der Rüsseltiere (Proboscidea). Die Gattung Mammut wird zur Familie der Mammutidae gestellt, welche stammesgeschichtlich relativ ursprüngliche Vertreter der Rüsseltiere einschließt. Ihr trilophodonter zweiter Molar verweist die Mammutidae in die übergeordnete Gruppe der Elephantiformes, die sich dadurch von den stammesgeschichtlich noch älteren Rüsseltieren mit nur zwei quergestellten Leisten auf den ersten beiden Molaren (bilophodont) absetzen. Charakteristisch für die Mammutidae ist ihr zygodonter Zahnaufbau. Hierbei bilden paarige Höcker quer zur Längsachse der Zähne orientierte Reihen. Zumeist teilt eine Mittelfurche jede Leiste in zwei Halbleisten, entlang dieser Mittelfurche sind häufig bei jeder Halbleiste kleinere Nebenhöcker ausgebildet. Der Zwischenraum zwischen dem jeweiligen Haupt- und Nebenhöcker ist durch eine scharfe Schmelzleiste ausgefüllt, so dass ein durchgehender Grat entsteht. Die Mammutidae unterscheiden sich dadurch von den Gomphotheriidae, einer ebenfalls frühen Linie der Elephantiformes, die nahezu zeitgleich in Erscheinung trat. Bei diesen stehen die Höckerchen entweder frei oder der Zwischenraum zum Haupthöcker wird durch wiederum kleinere Nebenhöcker ausgefüllt. Das dadurch entstehende Kauflächenmuster wird als bunodont bezeichnet. Nach molekulargenetischen Untersuchungen trennten sich die Mammutiden von den Gomphotherien und somit von der zu den heutigen Elefanten (Elephantidae) führenden Entwicklungslinie im Oberen Oligozän vor rund 24 bis 28 Millionen Jahren ab.
Im Gegensatz zu den vielgestaltigen Gomphotherien sind die Mammutiden eher formenarm. Gegenwärtig werden lediglich rund ein halbes Dutzend an Gattungen unterschieden. Der älteste unzweifelhafte Vertreter ist Losodokodon aus dem Oberen Oligozän von Afrika, der bekannteste wiederum Mammut, deren Typusform das Amerikanische Mastodon (Mammut americanum) darstellt. Die genauen Verwandtschaftsverhältnisse zwischen Mammut americanum und Mammut pacificus sind bisher nicht geklärt. Eine markante Differenz besteht neben der unterschiedlichen Ausprägung der unteren Stoßzähne vor allem in der schmaleren Gestaltung der Molaren bei letzterem gegenüber ersterem. Zusätzlich zu den beiden Formen wurden noch weitere Mammut-Arten aus Nordamerika beschrieben. Dazu gehört unter anderem Mammut raki, von dem lediglich ein Unterkieferfragment aus der Palomas-Formation im Sierra County von New Mexico vorliegt. Sie wurde 1933 von Childs Frick wissenschaftlich eingeführt. Eine weitere Form stellt Mammut cosoensis dar. Diese hatte John R. Schultz 1938 kreiert, basierend auf einem Teilschädel und weiteren Fragmenten aus der Coso-Formation im Inyo County in Kalifornien. Für beide Vertreter wird eine Datierung in das Pliozän postuliert. Sie zeichnen sich durch schmale Backenzähne aus. Während bei Mammut raki abweichend von Mammut pacificus Stoßzähne im Unterkiefer ausgebildet sind, ist das Merkmal für Mammut cosoensis nicht bekannt. Dem gegenüber fußt Mammut nevadanus wiederum auf einem Schädelfragment aus den Thousand Creek beds des Humboldt County in Nevada und war 1936 von Chester Stock benannt worden. Auffallend sind hier ebenfalls die schmalen Backenzähne, das Alter des Fundes wird mit dem Oberen Miozän angegeben. Unter Voraussetzung einer engeren, möglicherweise monophyletischen Bindung der schmalzähnigen Mammut-Arten könnten diese eine eigenständige Linie innerhalb der Gattung darstellen und sich so von den breitzähnigen Formen wie Mammut americanum absetzen.
Die wissenschaftliche Erstbeschreibung von Mammut pacificus wurde im Jahr 2019 durch ein Forscherteam um Alton C. Dooley Jr. veröffentlicht. Der Publikation ging eine Analyse des Gesamtbestandes an Mammutiden-Funden aus dem westlichen Nordamerika voraus. Die Funde wurden ursprünglich dem Amerikanischen Mastodon zugesprochen. Bereits in den 1990er Jahren bemerkten einzelne Wissenschaftler aber Unterschiede zu den östlichen Populationen des Amerikanischen Mastodons, was etwa die Körpergröße betraf, später aber auch durch zahnmorphometrische Ergebnisse ergänzt werden konnte. Die daraufhin weiter festgestellten Unterschiede, die unter anderem durch eine große Kollektion mit Resten von 35 Individuen des Amerikanischen Mastodons vom Ziegler Reservoir bei Snowmass in Colorado Untermauerung fand, führten dann zur Aufstellung der neuen Art Mammut pacificus. Als Holotyp dient ein Teilskelett aus der Diamond Valley Lake Local Fauna (Exemplarnummer WSC 18743) eines ausgesprochen großen Individuums (mit dem Spitznamen „Max“), dessen exakte Fundposition sich am Westdamm im Diamond Valley bei Hemet im Riverside County fand (Lokalitätsnummer 95Q10-16.1). Das Artepitheton pacificus verweist auf die Nähe zum Pazifik, da sich bisher alle Fundstellen der Art in weniger als 1000 km Entfernung zur Westküste Nordamerikas befinden.